# Afroholopogon peregrinus
Afroholopogon peregrinus là một loài ruồi trong họ Asilidae. Afroholopogon peregrinus được Engel miêu tả năm 1929. Loài này phân bố ở vùng nhiệt đới châu Phi.